# 似亮叶甲属
似亮叶甲属（学名：Olorus）为金花虫科的一个属。

## 下属物种
本属包括以下物种：
- 锄齿似亮肖叶甲 Olorus dentipes Tan, 1984